# Rue Jules-Chalande
La rue Jules-Chalande (en occitan : carrièra Jules Chalande) est une voie de Toulouse, chef-lieu de la région Occitanie, dans le Midi de la France.

## Situation et accès

### Description
La rue Jules-Chalande est une voie publique. Elle se trouve au cœur du quartier du Capitole, dans le secteur 1 - Centre.
Longue de seulement 86 mètres, elle naît de la rue Saint-Rome, presque dans le prolongement de la rue du May, et suit un parcours presque rectiligne vers le sud-est. Relativement étroite, elle n'est large que de 4 mètres, mais s'élargit au carrefour de la rue des Puits-Clos, avec laquelle elle forme une petite place connue comme la place des Puits-Clos.
La chaussée compte une voie de circulation automobile à sens unique, depuis la place de la Bourse vers la rue des Changes. Elle appartient à une aire piétonne, la circulation y est réglementée et la vitesse limitée à 6 km/h. Il n'existe pas de piste, ni de bande cyclable, quoiqu'elle soit à double-sens cyclable.

### Voies rencontrées
La rue Jules-Chalande rencontre les voies suivantes, dans l'ordre des numéros croissants :
1. Rue Saint-Rome
2. Rue des Puits-Clos

## Odonymie

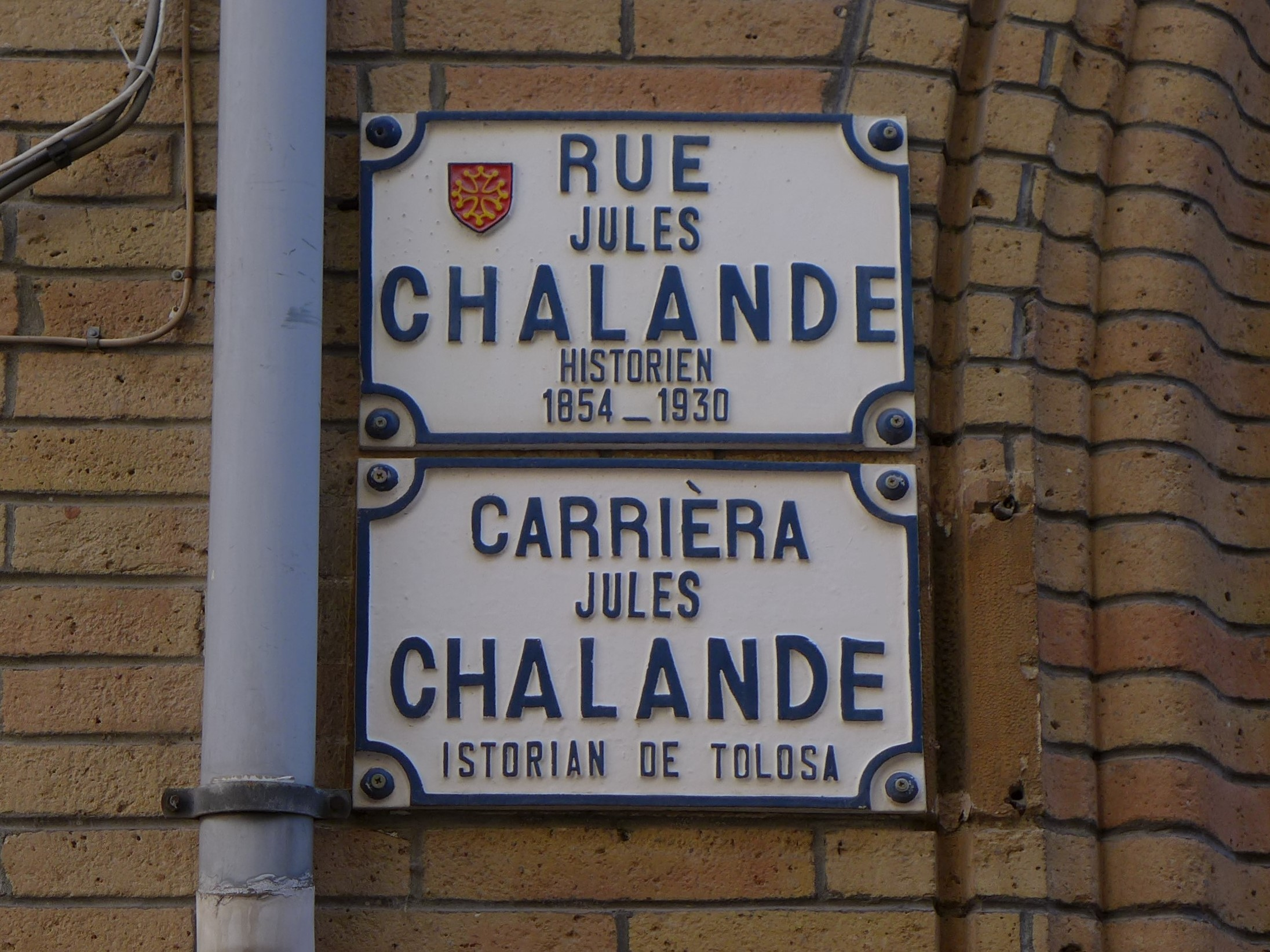
Plaques de rue en français et en occitan.

La rue Jules-Chalande est connue, à la fin du XVe siècle, comme la rue de Renneville (carriera de Renovilla en occitan médiéval, 1477). L'origine en est inconnue, mais venait peut-être du nom d'un propriétaire du lieu. Vers la fin du XVIe siècle, ce nom tombe en désuétude et est progressivement remplacé par celui de Saint-Rome, comme la grande rue voisine. Le 25 avril 1794, pendant la Révolution française, alors que toutes les rues de Toulouse reçoivent des appellations révolutionnaires, elle prend le nom de rue la Félicité. Cette appellation n'est cependant pas conservée et en 1806 elle est renommée petite-rue Saint-Rome.
En 1939, il est décidé de rendre hommage à Jules Chalande, historien toulousain, membre de l'Académie des sciences, inscriptions et belles-lettres de Toulouse, auteur d'une considérable Histoire des rues de Toulouse. Cette année, alors qu'une plaque est apposée sur sa maison (actuel no 28 rue des Paradoux) en présence de personnalités des Toulousains de Toulouse, l'adjoint au maire, Auguste Valats, annonce la décision municipale de donner le nom de Jules Chalande à la petite-rue Saint-Rome.

## Histoire

### Moyen Âge et période moderne
Au Moyen Âge, la petite rue de Renneville appartient au capitoulat de la Pierre. Simple voie perpendiculaire à la Grande-rue (actuelle rue Saint-Rome), la plupart des maisons n'y sont que des dépendances des maisons des rues voisines. Une église dédiée à saint Romain est construite avant le XIIe siècle au carrefour de la Grande-rue (emplacement de l'actuel no 26). Elle est entourée de son cimetière, qui longe la rue de Renneville. Presque tout le côté nord de la rue appartient alors aux religieux de Saint-Rome, ce qui explique que le nom de Coin de Saint-Rome s'impose pour désigner la rue. Ils y ont leurs bâtiments conventuels et ils contrôlent aussi une ruelle qui joint la rue Pélégantières (actuelle rue Baour-Lormian). En 1335, le chapitre de Saint-Étienne donne les bâtiments aux religieuses bénédictines établies à Saint-Cyprien.
Les incendies du 7 mai 1463 et du 20 mars 1523 détruisent un grand nombre de maisons du quartier. À la suite des décisions capitulaires, les maisons à pans de bois cèdent progressivement la place aux bâtiments en brique. L'ampleur des destructions permet aux élites locales de réunir de vastes emprises foncières pour faire bâtir leurs demeures : en 1477, le marchand Pierre Séguy fait construire un vaste logis de style gothique. Vers 1549, le capitoul Jean Bolé rachète l'immeuble de Pierre Séguy pour élever son propre hôtel.
En 1604, l'église Saint-Romain et le couvent, délaissé par les Bénédictines, est donné par l'archevêque de Toulouse, le cardinal de Joyeuse, aux Pères de la Doctrine chrétienne. Ils y établissent le collège de Saint-Rome, qui compte en 1790 13 prêtres, 3 clercs, 15 novices et 17 pensionnaires. C'est de cette époque que date la bibliothèque (visible dans la cour de l'actuel no 3).

### Époque contemporaine
La Révolution française apporte plusieurs bouleversements dans la petite-rue Saint-Rome. En 1790, la plupart des religieux qui desservent l'église Saint-Romain approuvent les idées nouvelles et prêtent serment à la Constitution civile du clergé dans la cathédrale Saint-Étienne. En 1793, le culte catholique est interdit et l'église désaffectée. À l'abandon, les bâtiments tombent en ruine et l'église Saint-Romain est finalement démolie en 1800.

## Patrimoine et lieux d'intérêt

### Hôtels particuliers
- no  4 : logis et tour de Pierre Séguy ; hôtel de Jean Bolé. 
Une première demeure est construite en 1477 pour le marchand Pierre Séguy. De cette période est conservée la tour gothique octogonale, à l'angle nord-est de la cour intérieure. La demeure est rachetée par le capitoul Jean Bolé, qui réunit un vaste terrain au milieu du XVIe siècle pour y aménager un hôtel particulier, dans le style Renaissance[11].

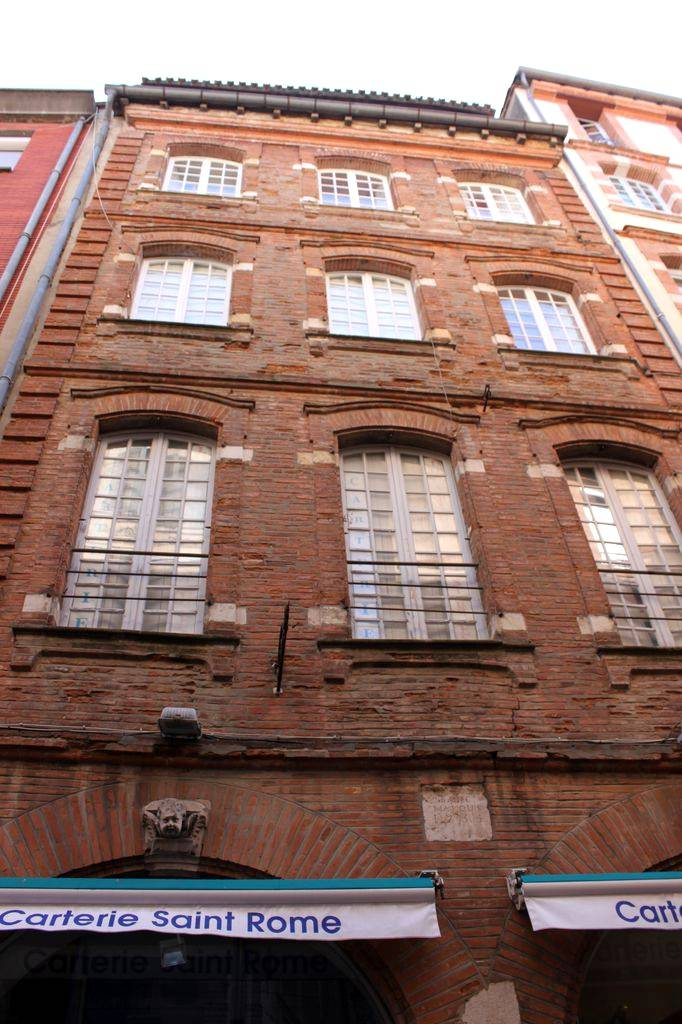
Façade sur rue de l'hôtel de Jean Bolé.
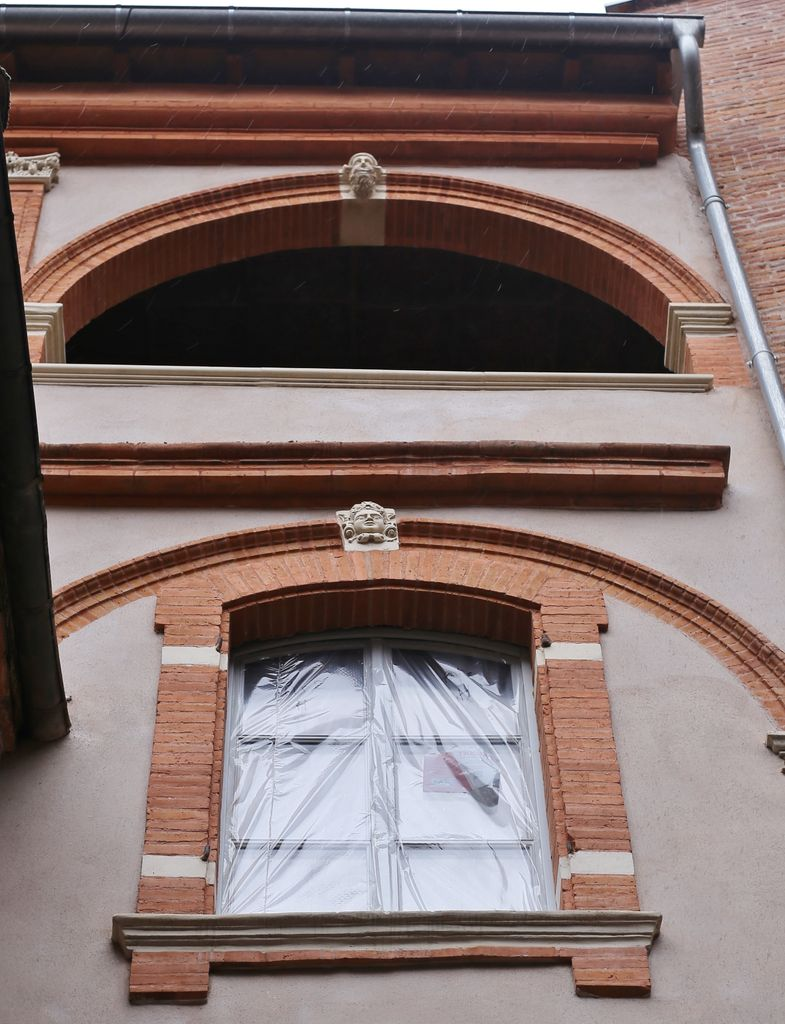
Détail des élévations sur cour de l'hôtel.
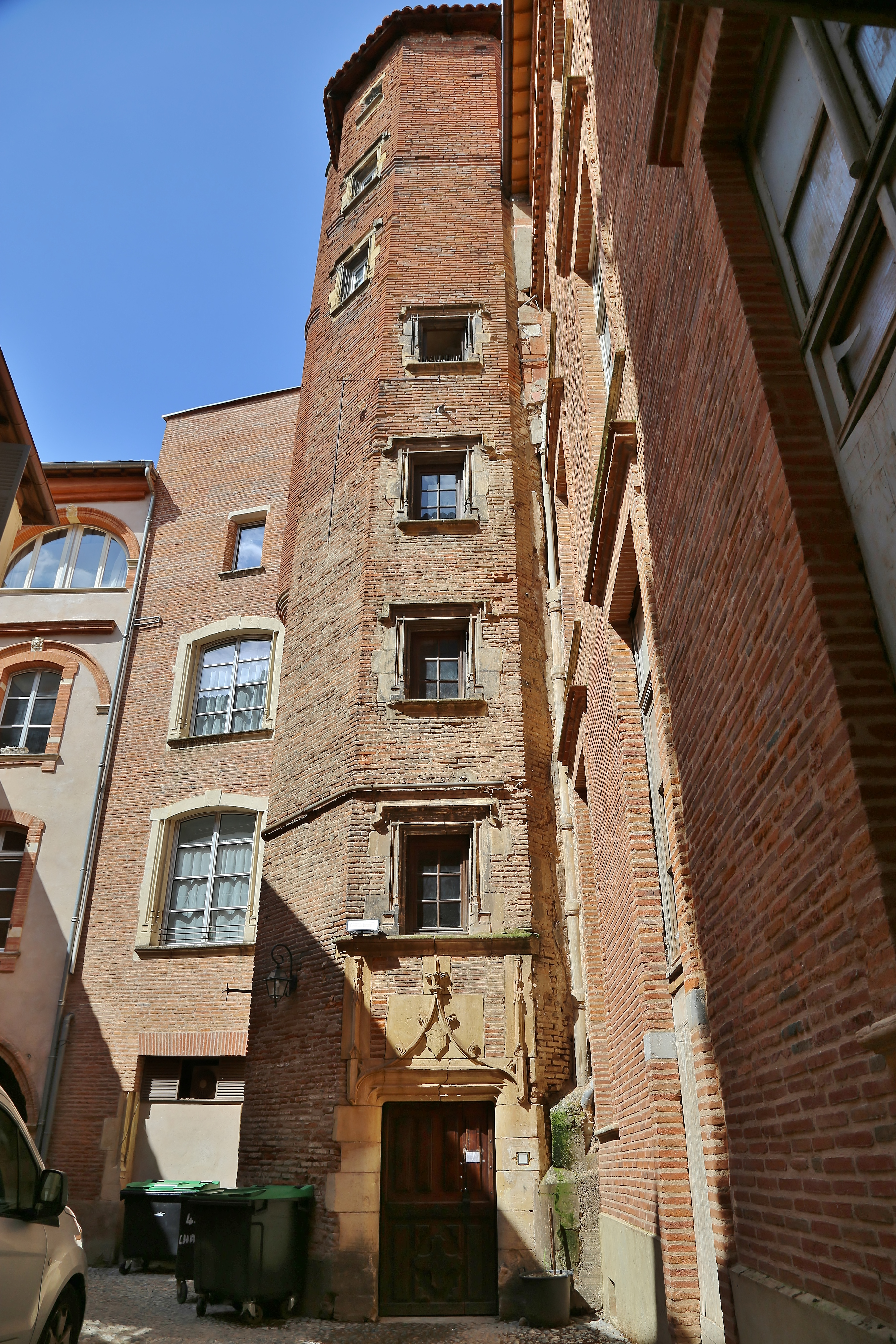
Élévation de la tour de Pierre Séguy (1477).
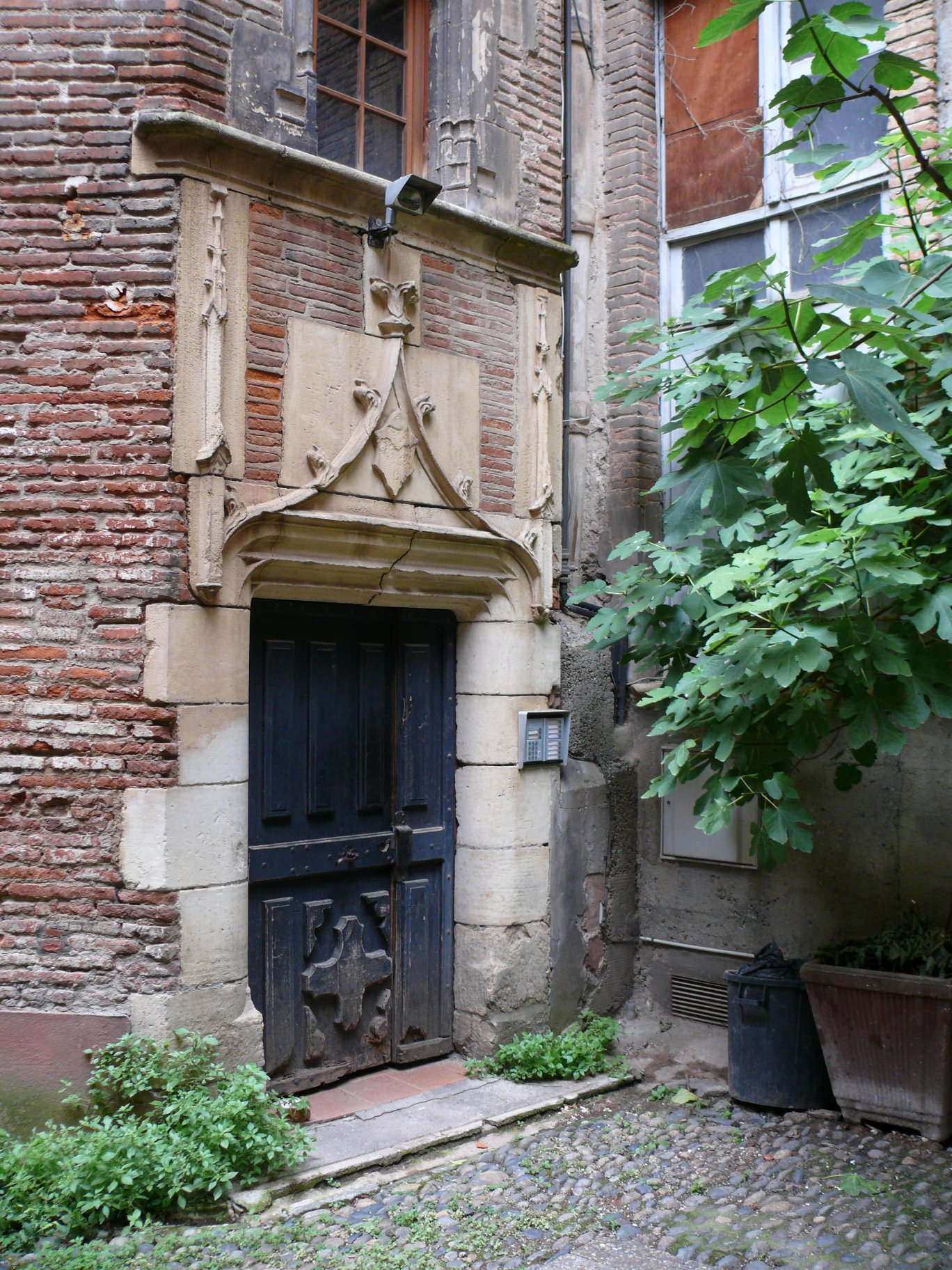
Porte de la tour de Pierre Séguy.

### Autres immeubles
- no  1 : immeuble. 
L'immeuble, qui a longtemps été la propriété d'apothicaires, entre le XVe siècle et le XVIIIe siècle, a sa façade principale sur la rue Saint-Rome (actuel no 22). Sur la rue Jules-Chalande, l'édifice s'élève sur un sous-sol, un rez-de-chaussée et trois étages carrés. Le rez-de-chaussée, construit à la fin du XVe siècle ou au début du siècle suivant, est percé à l'angle de la rue d'une ouverture surmontée d'un linteau en pierre formé d'un arc en accolade orné d'un blason. L'étage de mirandes date du XVIIe siècle alors que les fenêtres de la façade ont été reprises au XVIIIe siècle, avant d'être coiffé d'un toit à longs pans brisés en ardoise percé de lucarnes au XIXe siècle[12].

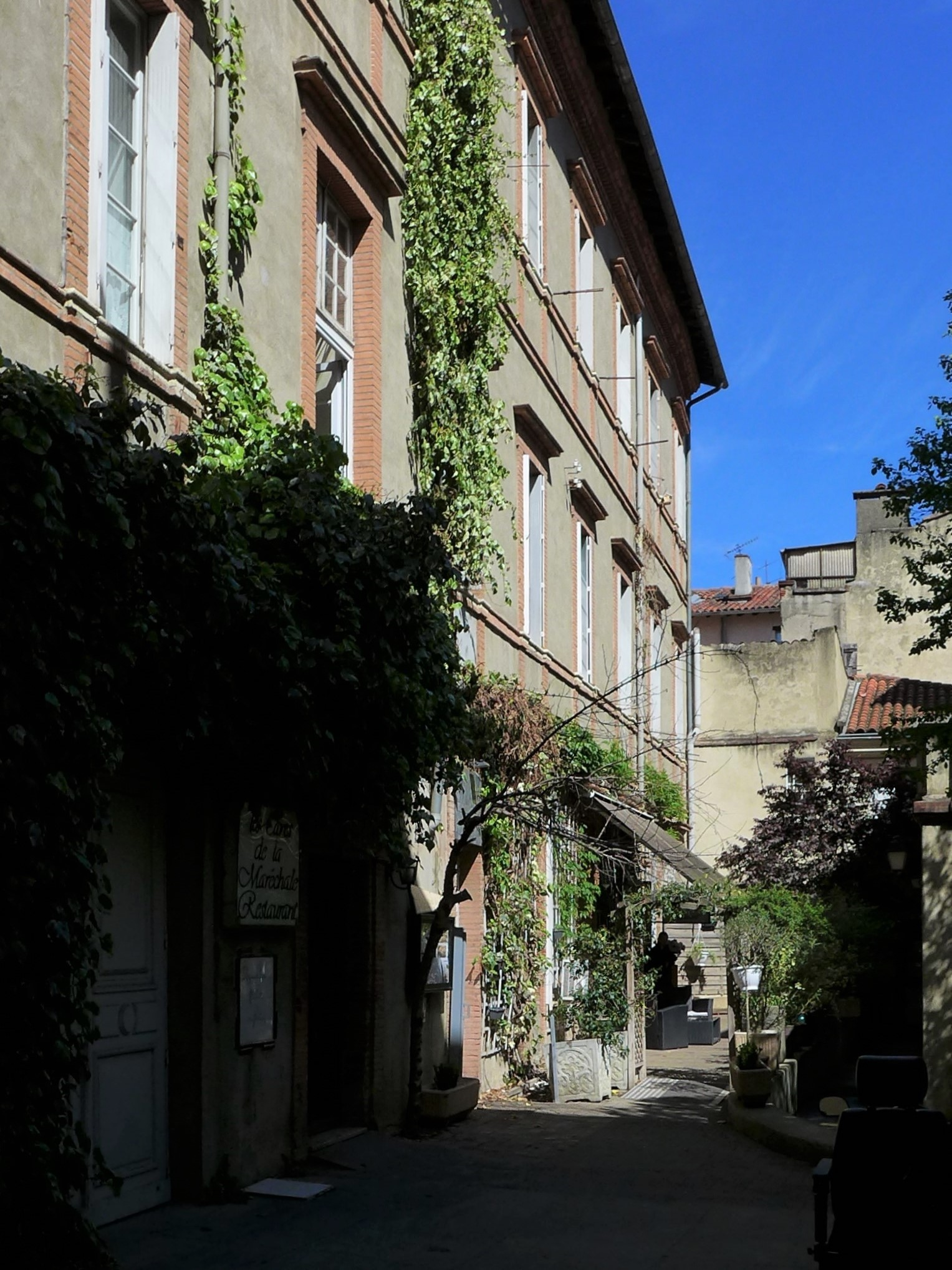
no 3 : façade sur cour du collège Saint-Rome.

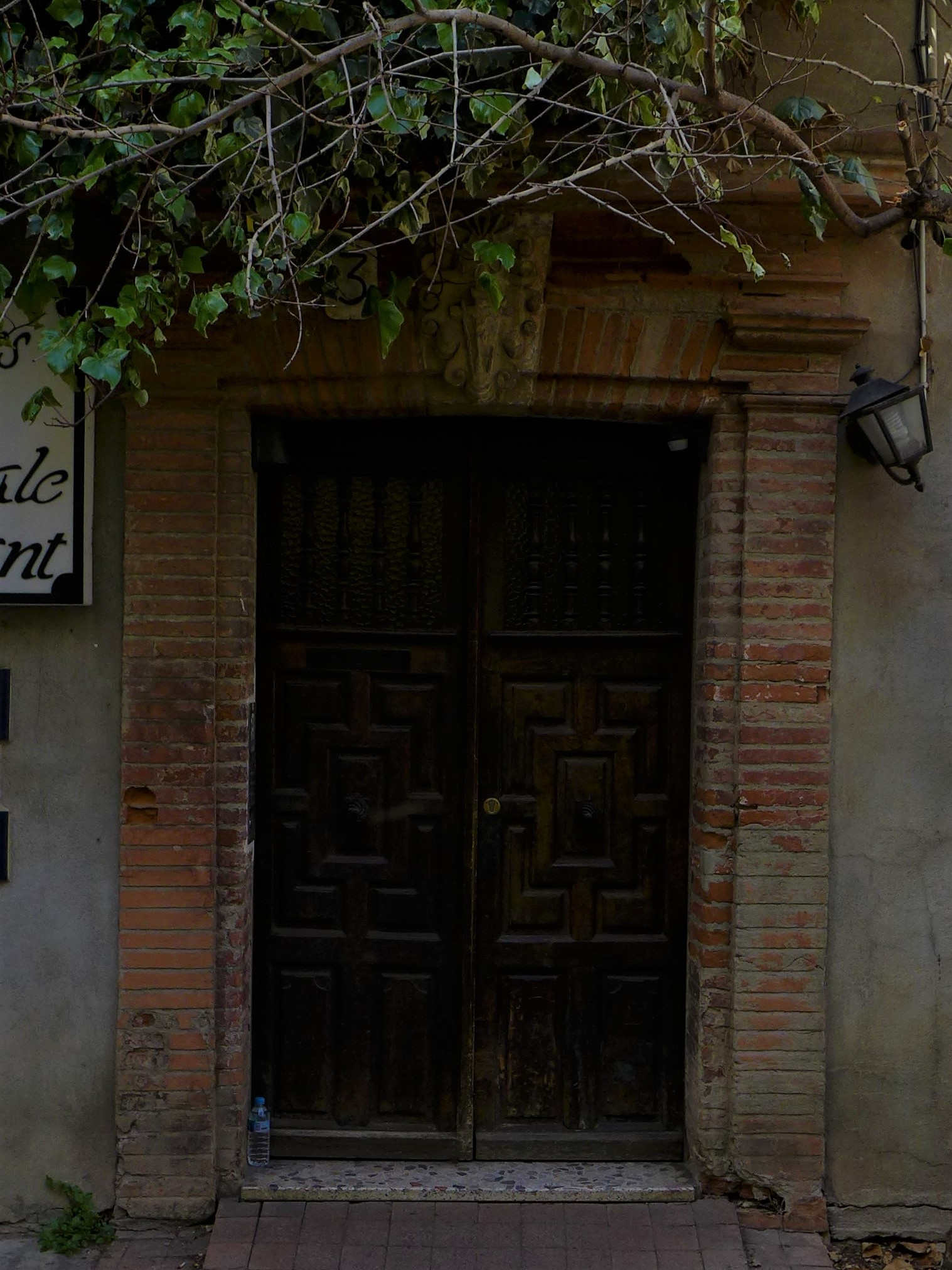
no 3 : porte du collège Saint-Rome.

- no  3 : emplacement du couvent Saint-Romain ; collège Saint-Rome des prêtres de la Doctrine chrétienne.  Inscrit MH (1946, porte d'entrée et façade sur cour)[13]. 
De 1216 à 1229, ce site a accueilli le premier couvent des frères Prêcheurs. Les bâtiments conventuels de la rue Saint-Rome sont ensuite occupés par diverses communautés religieuses qui les font évoluer. Le corps de bâtiment qui a abrité la bibliothèque des Doctrinaires, construit au XVIIe siècle, est le seul vestige de ces bâtiments, détruits après la Révolution. 
L'édifice se situe au fond de la cour. Il comprend un bâtiment se développant sur cinq niveaux (sous-sol voûté en berceau, rez-de-chaussée et trois étages). La porte, encadrée par des pilastres, est ornée du blason des Doctrinaires, un croix accompagnée des instruments de la Passion. La façade est mise en valeur par un jeu de quadrillage, grâce aux doubles cordons passant au niveau des assises des fenêtres et recoupés par la prolongation des jambages des fenêtres. La travée de l'escalier se distingue par son niveau supplémentaire couronné par un fronton et pourvue d'une fenêtre dont l'encadrement alterne la brique et la pierre. L'élévation est surmontée d'une corniche à denticules[14].